# .at
.at es el dominio de nivel superior geográfico (ccTLD) para Austria.